# Centrum (ungdomsserie)
 For alternative betydninger, se Centrum. (Se også artikler, som begynder med Centrum)
Centrum (også stiliseret centrum) er en dansk ungdomsserie fra 2020, skrevet og instrueret af Jonas Risvig. Seriens afsnit udgives alle gratis på Risvigs YouTube-kanal. I serien følger man en fiktiv gruppe venner, der forsøger at indrette deres teenageliv efter diverse regler og retningslinjer under COVID-19-pandemien. Seriens første afsnit blev udgivet på Risvigs YouTube-kanal den 21. april 2020.
Første sæson afsluttedes efter 22 afsnit den 2. juli 2020. To måneder senere – i september samme år – indgik produktionsholdet et sponsoreret samarbejde med Kræftens Bekæmpelse og udgav yderligere tre afsnit under titlen Centrum X som en del af en kampagne, der havde til formål at undervise unge om rygning og fraråde dem fra samme. Den 29. november 2020 annonceredes det, at serien forlængedes med en anden sæson bestående af 24 afsnit, der ville udgives gennem december måned frem til juleaftensdag som en julekalender.
I serien skildres de fire hovedpersoner, Agnes, Maja, Luna og William, og deres teenageliv med diverse udfordringer og bekymringer, og emner som kærlighed, seksualitet og venskab er gennemgående temaer i flere afsnit.
Af anmeldere, blandt andet i Politiken, er serien blevet sammenlignet med den norske serie Skam, der ligesom Centrum fokuserer på aktualiteten i unges hverdagsliv.

## Sæson 1
Projektet og seriens første sæson blev annonceret på instruktøren Jonas Risvigs Youtube-kanal den 20. april 2020, og første afsnit fulgte dagen efter – den 21. april – på samme platform.
Sæsonens afsnit blev produceret uden budget og udgivet ugentligt på YouTube. Produktionen baseredes på frivillighed, og instruktører, producere, skuespillere, musikere og andet personel arbejdede gratis.
Hovedbudskabet var ifølge instruktør Jonas Risvig at sætte fokus på de unge, der grundet COVID-19-pandemien fik aflyst begivenheder som efterskoleophold, sidste skoledag, studenterkørsel og lignende.
Under optagelserne af seriens første sæson byggede konceptet på, at afsnittene blev optaget ugentligt og udgivet kort efter. Seerne, hvis alder oftest var mellem 13 og 18 år, opfordredes til selv at tage del i skrivningen og udviklingen af serien ved hjælp af afstemninger om, hvad karaktererne skal gøre, og hvilke emner, de skulle berøre, i næste afsnit, samt at gøre brug af de frit tilgængelige manuskripter, udstyrslister, musik og grafik, der offentliggjordes af produktionsholdet bag serien. Derudover inviteredes unge til, via sociale medier som Instagram og Facebook, at bidrage med forslag og idéer til fremtidige afsnit samt til selv at spille med i serien.

### Afsnit
| Afsnit | Titel              | Gæst(-er)                                  | Længde  | Dato           |
| ------ | ------------------ | ------------------------------------------ | ------- | -------------- |
| 1      | Vodka Hindbær      | Thor Farlov                                | 10 min. | 21. april 2020 |
| 2      | Halvfems Ti        | Alex Høgh Andersen                         | 10 min. | 23. april 2020 |
| 3      | Romantismen        | Mick Øgendahl                              | 12 min. | 28. april 2020 |
| 4      | Jumpstart          | Andreas Jessen                             | 11 min. | 30. april 2020 |
| 5      | FriendFinder       | Marie Boda                                 | 8 min.  | 5. maj 2020    |
| 6      | Brandsår           | Thomas Korsgaard                           | 10 min. | 7. maj 2020    |
| 7      | Bougie eller Booty | Christopher                                | 11 min. | 12. maj 2020   |
| 8      | To Familier        | Stephania Potalivo                         | 13 min. | 14. maj 2020   |
| 9      | Isterning          | Josephine Højbjerg                         | 11 min. | 19. maj 2020   |
| 10     | Daus               | Ruben Søltoft                              | 15 min. | 21. maj 2020   |
| 11     | BMW Ruden          | Sebastian Bull                             | 10 min. | 26. maj 2020   |
| 12     | Tandpasta          | Sarah Grünewald                            | 15 min. | 28. maj 2020   |
| 13     | Warzone            | Fanny Bornedal                             | 21 min. | 2. juni 2020   |
| 14     | Søstjernen         | Jonathan Harboe                            | 22 min. | 4. juni 2020   |
| 15     | Øbo                | Carla Røder                                | 15 min. | 9. juni 2020   |
| 16     | Karma              | Emil Simonsen                              | 17 min. | 11. juni 2020  |
| 17     | Session            | Skinz, Emma Sehested Høeg, Magnus Haugaard | 19 min. | 16. juni 2020  |
| 18     | Erosion            | Nikolaj Stokholm                           | 15 min. | 18. juni 2020  |
| 19     | Anklen             | Christoffer Prisholm                       | 18 min. | 23. juni 2020  |
| 20     | Vibes              | Benjamin Hav                               | 20 min. | 25. juni 2020  |
| 21     | Malibu             | ArtigeArdit                                | 19 min. | 30. juni 2020  |
| 22     | Ingen Forsvinder   | Citybois, Fredrik Trudslev, Jesper Groth   | 36 min. | 2. juli 2020   |
| Kilde: |                    |                                            |         |                |

### Medvirkende

#### Faste medvirkende
Seriens første sæson centrerede sig om de fire hovedpersoner, der optrådte i de fleste eller alle afsnit, spillet af:
- Silje Schmidt som Luna
- Annemone Camphausen som Agnes
- Erik Schmidt som William
- Martha Hart-Hansen som Maja

#### Gæsteskuespillere
I hvert afsnit deltog udover den faste gruppe skuespillere et allerede etableret navn, i form af en i forvejen kendt skuespiller, musiker, forfatter eller andet. Dette inkluderede blandt andet sangerne Thor Farlov og Christopher, komikeren Mick Øgendahl, forfatteren Thomas Korsgaard samt skuespillerne Fanny Bornedal og Stephania Potalivo.

## Sæson 2
At serien ville blive forlænget med en sæson 2 blev annonceret den 29. november 2020 med udgivelsen af en trailer på Jonas Risvigs YouTube-kanal. Der blev hver dag, fra den 1. til den 24. december 2020, udgivet et nyt afsnit på Risvigs YouTube-kanal på linje med tidligere afsnit. Sæsonen er ment som værende en online julekalender.

### Afsnit
| Afsnit | Titel             | Gæst(-er)                                  | Længde  | Dato              |
| ------ | ----------------- | ------------------------------------------ | ------- | ----------------- |
| 1      | Grankogle         | Hella Joof                                 | 19 min. | 1. december 2020  |
| 2      | Næseblod          | Aske Bang, Allan Hyde                      | 20 min. | 2. december 2020  |
| 3      | Dommedag          | Tobias Rahim                               | 16 min. | 3. december 2020  |
| 4      | Nuggets           | Andreas Jessen                             | 14 min. | 4. december 2020  |
| 5      | Godt Nytår!       | Rasmus Botoft                              | 15 min. | 5. december 2020  |
| 6      | Piratfester       | Magnus Millang, Melvin Kakooza             | 23 min. | 6. december 2020  |
| 7      | Global Opvarmning | Ingen                                      | 15 min. | 7. december 2020  |
| 8      | Bwadrr            | Charter McCloskey                          | 16 min. | 8. december 2020  |
| 9      | Solo              | Ingen                                      | 24 min. | 9. december 2020  |
| 10     | Juleskum          | Emil Lange                                 | 30 min. | 10. december 2020 |
| 11     | Juleskum          | Emil Simonsen                              | 16 min. | 11. december 2020 |
| 12     | Drukspil          | Ingen                                      | 17 min. | 12. december 2020 |
| 13     | Supersprederen    | Stephania Potalivo                         | 17 min. | 13. december 2020 |
| 14     | Clickbait         | Martin Johannes Larsen                     | 23 min. | 14. december 2020 |
| 15     | Brogels           | Kamal Hassan, Havshen Nabaz (Hav og Kamal) | 17 min. | 15. december 2020 |
| 16     | Kalimba           | Jonathan Harboe                            | 30 min. | 16. december 2020 |
| 17     | Julebukken        | Clara Toft Simonsen                        | 15 min. | 17. december 2020 |
| 18     | Kristina-Maria    | Emilie Britting                            | 18 min. | 18. december 2020 |
| 19     | Vintage           | Fredrik Trudslev, Caroline Vedel           | 20 min. | 19. december 2020 |
| 20     | Jomfru            | Josef og Elias                             | 19 min. | 20. december 2020 |
| 21     | Pyntepude         | Magnus Haugaard                            | 22 min. | 21. december 2020 |
| 22     | Eksplosionen      | Lars Hjortshøj                             | 21 min. | 22. december 2020 |
| 23     | PokeStop          | Maria Fantino                              | 17 min. | 23. december 2020 |
| 24     | Juleønsket        | Benjamin Hav                               | 19 min. | 24. december 2020 |
| Kilde: |                   |                                            |         |                   |

### Medvirkende

#### Faste medvirkende
De centrale hovedroller i anden sæson er besat af de samme skuespillere og roller som i første sæson og Centrum X. De spilles af følgende skuespillere:
- Silje Schmidt som Luna
- Anemone Camphausen som Agnes
- Erik Schmidt som William
- Martha Hart-Hansen som Maja

#### Gæsteskuespillere
Ligesom i første sæson optræder der udover den faste gruppe hovedroller i de fleste afsnit en skuespiller, komiker eller andet, der allerede er etableret på den danske scene. I anden sæson inkluderer dette blandt andet komikerne Lars Hjortshøj, Hella Joof, Magnus Millang og Melvin Kakooza samt skuespillerne Aske Bang, Allan Hyde og Andreas Jessen.

## Centrum X
I et betalt samarbejde med foreningen Kræftens Bekæmpelse blev der i september 2020 produceret og udgivet tre opfølger-afsnit til sæson 1 i Centrum-universet, stadig centreret omkring de samme fire hovedpersoner. Kampagnen, der var målrettet de 13-16-årige, havde til formål at sætte fokus på rygning i ungdomskulturen, lære unge om de sundhedsfaglige konsekvenser ved rygning og ultimativt at fraråde rygning.

### Afsnit
| Afsnit | Titel              | Længde  | Dato               |
| ------ | ------------------ | ------- | ------------------ |
| 1      | Brombær I Knæhøjde | 17 min. | 7. september 2020  |
| 2      | F*ck up-krammer    | 15 min. | 9. september 2020  |
| 3      | Pinky              | 13 min. | 13. september 2020 |
| Kilde: |                    |         |                    |

## Modtagelse
Centrum modtog ved udgivelse generelt positive anmeldelser, og har blandt andet fået fire ud af seks stjerner i både Politiken, Soundvenue og Ekko.
Ved premieren på sæson 2 havde afsnittene fra sæson 1 været streamet sammenlagt mere end to millioner gange på YouTube.
Ligesom første sæson modtog seriens anden sæson også fire af seks stjerner i Politiken.